# Lechbruck am See
Lechbruck am See este o comună din landul Bavaria, Germania.
1. ↑   https://gemeinde.lechbruck.de/gemeinde/gemeinde/buergermeister, accesat în 14 iunie 2022 Lipsește sau este vid: |title= (ajutor)
2. ↑  Alle politisch selbständigen Gemeinden mit ausgewählten Merkmalen am 31.12.2018 (4. Quartal) (în germană), Statistisches Bundesamt[*], arhivat din original la 10 martie 2019, accesat în 10 martie 2019